# 川﨑小虎

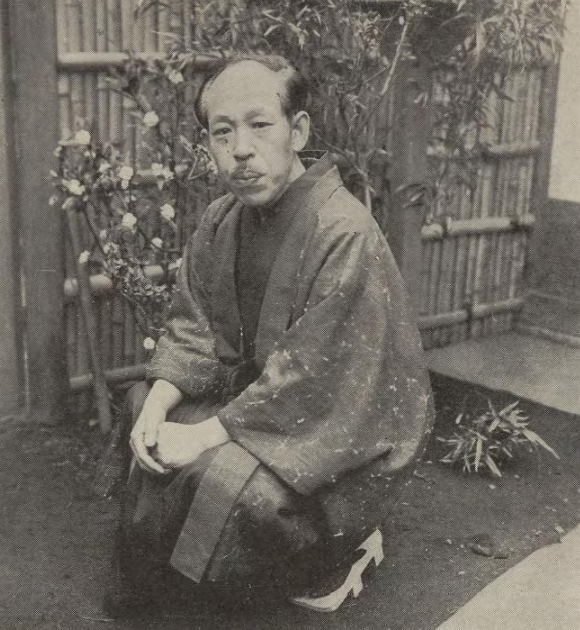
川崎小虎

川﨑 小虎（かわさき しょうこ、1886年（明治19年）5月8日 - 1977年（昭和52年）1月29日）は、日本の画家。岐阜県岐阜市生まれ、出生時の本名は中野 隆一（なかの りゅういち）、後に川﨑へ改姓。

## 来歴・人物
岐阜県庁勤務の中野金之助と妻あゆの長男として生まれ、幼少期から母方の祖父である川﨑千虎に大和絵を学び、さらに千虎が佐賀県有田町にあった佐賀県有田陶芸学校の校長になるとその専科で絵画と図案を学んだ。1902年（明治35年）の千虎没後は千虎門下の小堀鞆音に師事し、東京美術学校卒業後は教員を経て創作活動に専念した。
初期には千虎や鞆音の系譜を継ぎ、大和絵を基調とした叙情的な作品を描いたが、次第に人間的な色合いの濃い作風へと変わり、晩年は身近な自然や動物などの素朴な主題を描く。1937年（昭和12年）、この年から始まった新文展の審査員に就任。1944年（昭和19年）から山梨県中巨摩郡落合村（現南アルプス市）に疎開。戦前・戦後を通じ文展・帝展・日展で活躍した。1968年（昭和43年）には脳血栓で倒れたが、その後も左手で制作を続け、1970年には画業60周年を記念した展示会が開催された。1977年に老衰で死去。墓所は多磨霊園に置かれ、祖父の千虎と共に川﨑家の墓の一員として、鞆音が葬られた小堀家の墓に納骨されている。その後、1978年（昭和53年）には山種美術館で回顧展が開催され、その後も山梨県立美術館や市川市東山魁夷記念館などで小虎作品の展示会が開かれている。
1917年（大正6年）に押谷清子と結婚し、男女2人ずつの子どもが産まれた。小虎の長女でもある川崎すみは弟子の一人だった日本画家の東山魁夷の妻となり、特に戦後は風景画を主とした魁夷の作風にも小虎は影響を与えた。また、長男の川﨑鈴彦や次男の川﨑春彦も日展などで活躍する日本画家である。また、京成電鉄第5代社長、オリエンタルランド初代社長の川﨑千春は遠戚である。

## 経歴
- 1910年　東京美術学校日本画科卒業。
- 1914年　文展「つき草」初入選。
- 1916年　文展「花合せ」特選。
- 1943年　東京美術学校教授。
- 1961年　日本芸術院恩賜賞。
- 1967年　武蔵野美術大学名誉教授。